# Приколотнянський музей Героя Радянського Союзу К. Ф. Ольшанського
Приколотнянський музей Героя Радянського Союзу К. Ф. Ольшанського — музей Харківської області, заснований 24 березня 1964 року з метою збереження пам’яті про десантний загін під командуванням К. Ф. Ольшанського.

## Історія музею
Приколотнянський музей Героя Радянського Союзу К. Ф. Ольшанського створений 1964 року на батьківщині старшого лейтенанта Костянтина Ольшанського, який у березні 1944 року командував загоном морських піхотинців під час звільнення міста Миколаєва від німецької окупації. Десант Ольшанського захопив морський порт Миколаєва і два дні утримував до підходу основних сил, відбивши вісімнадцять атак гітлерівців. Всі 68 десантників отримали звання Героя Радянського Союзу, 57 із них – посмертно.  
Комунальний заклад «Приколотнянський музей Героя Радянського Союзу Костянтина Ольшанського Вільхуватської сільської ради» працює на базі Приколотнянського ліцею імені Ольшанського в селищі Приколотне.

## Опис музею
Приколонянський музей знаходиться по вулиці Шкільна у с.міського типу Приколотне Харківської області, Великобурлуцького району. Тут можна ознайомитися з унікальними особистими речами К.Ф.Ольшанського, з його життям та здобутками Героя Радянського Союзу. Всього представлено близько 2000 експонатів: особисті речі родини Ольшанських, декоративно-ужиткові предмети Слобожанщини ХІХ-ХХ століть. В музеї озвучена діорама «Зруйноване приміщення контори порту елеватора міста Миколаєва». Також музей розповідає про родовід родини Ольшанських та історію селища, зокрема, Приколотнянського олійного заводу.